# Екуитабъл Лайф Билдинг
Equitable Life Assurance Building е небостъргач, сграда на AXA Equitable в Ню Йорк, построена през 1870 г., изгоряла (1912) и възстановена (1915). Намира се на авеню „Бродуей“ 120 във Финансовия окръг на Долен Манхатън.
Архитекти на първата сграда са Артур Гилман и Едуард Кендъл. Тя е първата офис сграда с пътнически асансьори. Хидравличните асансьори са произведени от Elisha Otis company. Сградата е унищожена от грандиозен пожар през януари 1912 година.
Настоящата сграда Equitable Life Assurance Building или Equitable Building е проектирана от Ernest R. Graham & Associates. Построена е върху същия парцел и е завършена през 1915 година. Внушителните размери на сградата са основен фактор за определяне на новия градоустройствен план на Ню Йорк през 1916 г. Реставрирана е през 1983-1990 г.
Представлява единна сграда, изглеждаща като 2 отделни успоредни сгради. Всъщност те са съединени с крило в средната им част и цялата сграда има формата на буквата Н, гледана отгоре. Висока е 164 m. Има 40 етажа. С обща застроена площ от 110 000 m² (днес: 176 000 m²) е била най-голямата в света, заемайки площ под 1 акър (4000 m²).